# Тополя канадаська
Populus canadensis — вид дерев, яке росте до 40 метрів у висоту, та є природнім гібридом Populus Nigra та Populus deltoides. Морфологічні ознаки: листя у формі серця, які досягають у 8 см завдовжки, забарвлені в темно-зелений колір з вираженим зубчастим краєм. Період цвітіння припадає на березень і квітень. В цей час з'являються квіти у вигляді кошенят, вони набувають червоний відтінок.

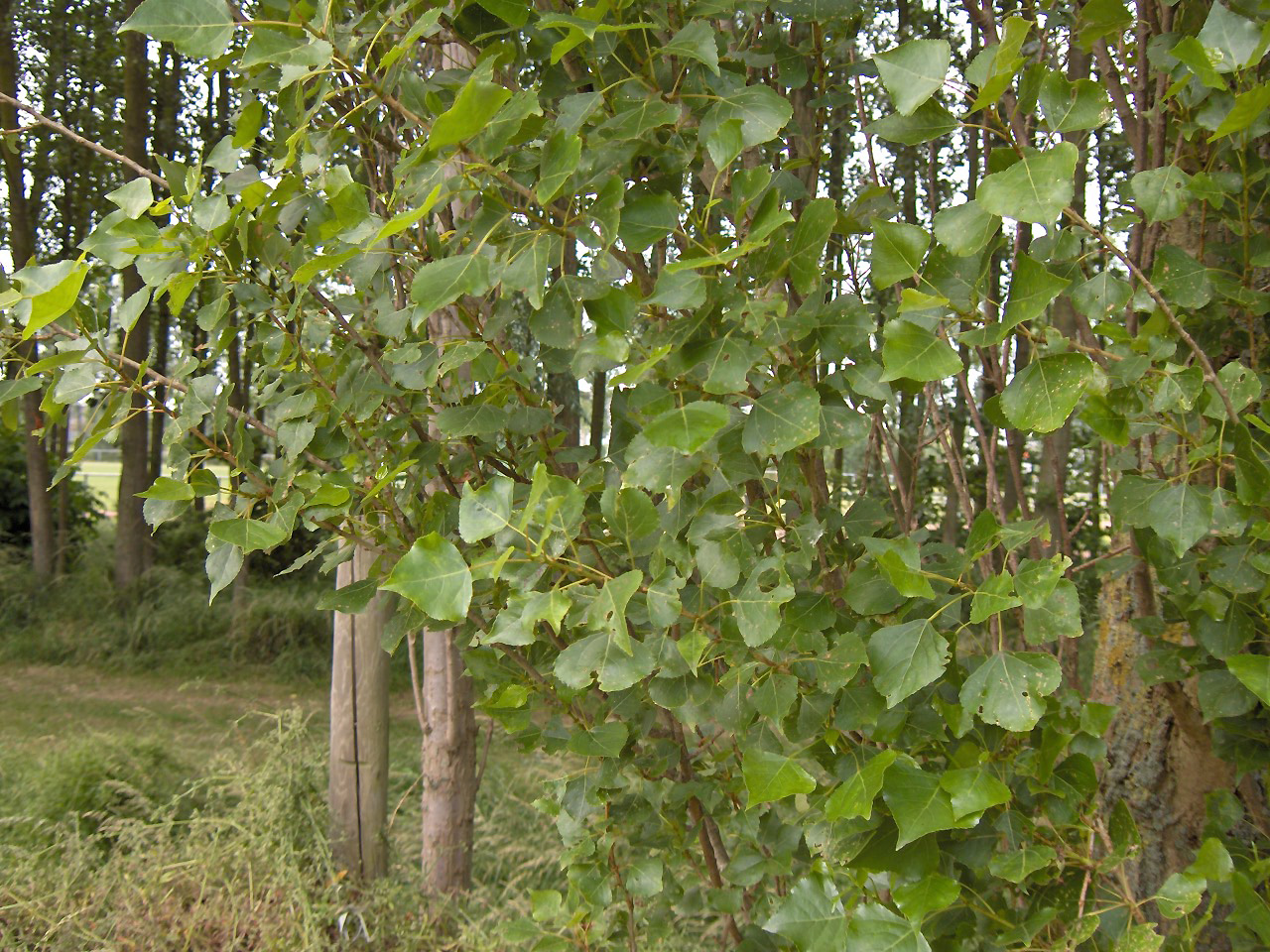
Листя тополі канадської
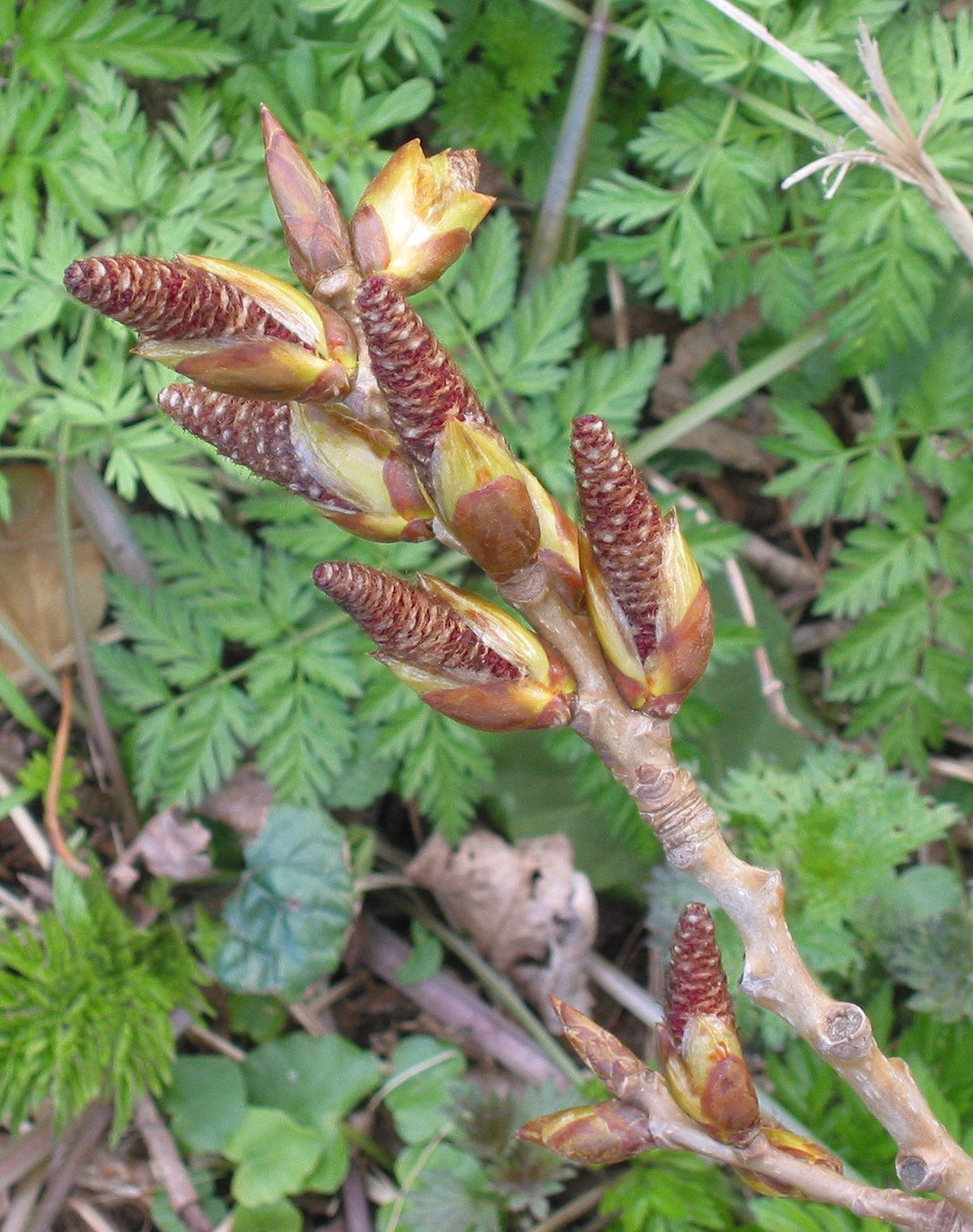
Квіти топополі канадської